# Associazione nazionale città del pane
L'Associazione nazionale città del pane era un'associazione che raccoglieva 50 comuni italiani di 15 regioni, interessati alla valorizzazione dei pani tipici legati al loro territorio e alla tutela della qualità del pane. Aveva sede in piazza Garibaldi, 10 ad Altopascio, in provincia di Lucca.
L'associazione, che si proponeva di svolgere un ruolo di coordinamento di manifestazioni promozionali, di centro di documentazione e di diffusione della cultura del pane e dei Comuni membri, è stata sciolta nel dicembre 2023 dopo diversi anni di sostanziale inattività.

## Finalità e progetti

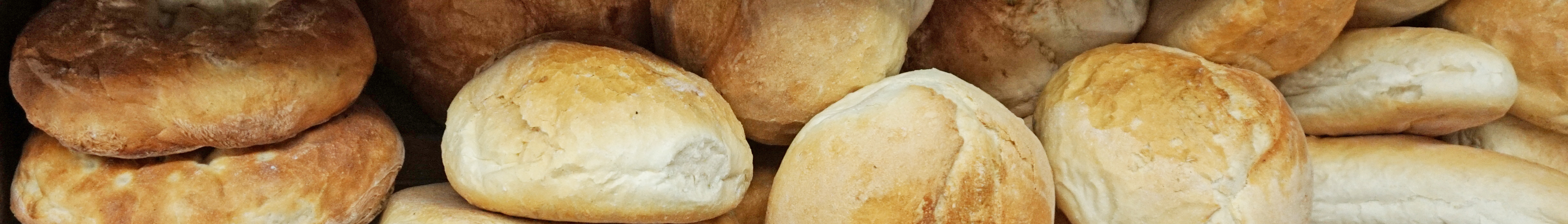

L'Associazione aveva tra gli obiettivi:
- tutela e promozione del prodotto tipico;
- promozione della cultura del pane;
- promozione del territorio, inteso oltre i confini di un delimitato territorio, ma che ha come riferimento un luogo preciso per tutte le attività dell'Associazione.

Progetti:
- atlante dei pani italiani
- programmi di educazione alimentare nelle scuole
- certificazione dei pani delle città associate
- tutela del pane fresco artigianale
- progetti di turismo enogastronomico legati al pane

## Requisiti per l'ammissione
I Comuni che aspiravano ad essere ammessi nell'associazione dovevano dimostrare che il pane ivi prodotto fosse ricompreso dal riconoscimento tra i prodotti tradizionali oppure da una forma di riconoscimento di tipo europeo (DOP, IGP) oppure situazioni analoghe in termini di tutela e diffusione della cultura e della tradizione del pane.

## Città ed enti associati
Lista delle città e degli enti associati.
| Regione        | Comuni                                                                   |
| -------------- | ------------------------------------------------------------------------ |
| Basilicata     | Matera                                                                   |
| Calabria       | Altomonte, Cerchiara di Calabria                                         |
| Campania       | Agerola, Apice, Bisaccia, Montecalvo Irpino, Padula, Pontecagnano Faiano |
| Emilia-Romagna | Bondeno, Busseto, Ferrara, Maiolo, Pellegrino Parmense                   |
| Lazio          | Canale Monterano, Genzano di Roma, Monte Romano, Priverno                |
| Liguria        | Triora, Varazze                                                          |
| Lombardia      | Mantova, Montesegale, Sant'Angelo Lodigiano, Stradella                   |
| Marche         | Cantiano, Ostra Vetere, Senigallia                                       |
| Piemonte       | Busca, Castelletto Uzzone, Montemagno, Savigliano                        |
| Puglia         | Altamura, Laterza, Monte Sant'Angelo, Uggiano la Chiesa                  |
| Sardegna       | Gonnosfanadiga, Ozieri, Santadi, Villaurbana                             |
| Sicilia        | Castelvetrano, Modica                                                    |
| Toscana        | Altopascio, Montaione, Montescudaio, Pontremoli                          |
| Umbria         | Corciano, Spoleto                                                        |
| Veneto         | Adria, Chioggia, Loreo                                                   |

## Attività
L'Associazione aveva concluso con Uncem (Unione nazionale comuni comunità enti montani) un accordo per la valorizzazione dei pani locali tipici delle località montane , mentre alcune iniziative erano compiute congiuntamente con l'Associazione nazionale città dell'olio.